# Ezequiel Cirigliano
Ezequiel Adrián Cirigliano (ur. 24 stycznia 1992 w Caseros) – argentyński piłkarz grający na pozycji pomocnika. Zawodnik klubu Zacatepec.
W pierwszym zespole River Plate zadebiutował 11 kwietnia 2010 roku w bezbramkowo zremisowanym meczu z Atlético Tucumán.